# Schatzkästlein des rheinischen Hausfreundes
Das Schatzkästlein des rheinischen Hausfreundes ist eine Sammlung von Erzählungen und Kalendergeschichten, die Johann Peter Hebel zusammengestellt und 1811 in Tübingen bei Cotta veröffentlichte.
Die Sammlung umfasst Anekdoten, Kurzgeschichten und Schwänke, die Hebel bereits zwischen 1803 und 1806 im Badischen Landkalender und von 1807 bis 1811 in dessen Nachfolger, dem Rheinländischen Hausfreund, veröffentlicht hatte. Ein Beispiel daraus ist Der schlaue Husar.